# Laurence Adolphus Bisson
Laurence Adolphus Bisson (* 1897 in Jersey; † 1965 in Belfast) war ein britischer Romanist und Literaturwissenschaftler.

## Leben und Werk
Bisson ging in Saint Helier, Jersey, zur Schule und studierte am Pembroke College (Oxford), sowie (nach Kriegsdienst mit Verlust eines Beins) in Paris und Bordeaux (Abschluss 1921). Von 1921 bis 1925 lehrte er in Kanada, zuerst an der Queen’s University (Kingston), ab 1922 am Trinity College, University of Toronto (als Associate Professor). Er promovierte 1932 bei Paul Laumonier in Bordeaux über Le romantisme littéraire au Canada français (Paris 1932). Dann wurde er Lecturer in Birmingham, ab 1933 Lecturer, später Reader, in Oxford. Ab 1945 war er Professor für Französisch an der Queen’s University Belfast.

## Weitere Werke
- Amédée Pichot. A romantic Prometheus, Oxford 1942
- (Hrsg.) Des vers de France. A book of French verse, Harmondsworth 1942 (Penguin Books)
- A Short History of French Literature from the Middle Ages to the present day, Harmondsworth 1943 (Penguin Books)
- (Hrsg.) Victor Hugo, Les Feuilles d’automne, Oxford 1944
- André Gide, 1869–1951. A memorial lecture, Belfast 1952